# りゅう座プサイ1星
りゅう座ψ1星(りゅうざプサイ1せい、ψ1 Dra / ψ1 Draconis)は、りゅう座の方角に位置する恒星である。

## 連星系
3つの恒星からなる連星系で、主星AはF型主系列星または準巨星、伴星BはG型主系列星、伴星CはK型またはM型の赤色矮星と予想される。主星Aと伴星Bは、約30秒離れて見える二重星である。主星Aは分光連星で、伴星Cを伴っている。
2008年、岡山惑星探査チームはりゅう座ψ1星Aの視線速度の変化の傾向から、りゅう座ψ1星Aの周囲に見えない伴星が存在すると結論付けた。伴星は少なくとも褐色矮星並の50木星質量程度はあり、主星からおよそ4.7天文単位離れたところを3200日程度の周期で公転すると見積もられた。
2014年、ジェミニ北望遠鏡によるスペックル・イメージングで、主星Aと伴星Cが分離した画像を取得することに成功した。

## 惑星
2015年、りゅう座ψ1星Bの視線速度を分析した結果、りゅう座ψ1星Bの周囲を公転する木星型の系外惑星bを発見した。更に、その外側に惑星cが存在する可能性も指摘されている。
| 名称 （恒星に近い順） | 質量             | 軌道長半径 （天文単位） | 公転周期 (日) | 軌道離心率  | 軌道傾斜角 | 半径 |
| --------------------- | ---------------- | ----------------------- | ------------- | ----------- | ---------- | ---- |
| b                     | > 1.53 ± 0.09 MJ | 4.43 ± 0.04             | 3117 ± 42     | 0.40 ± 0.05 | —          | —    |

## 名称
固有名のヅィバン (Dziban) は、アラビア語で「2匹のハイエナ」を意味する Al Dhībain、または「2匹の狼」を意味する Ad-Dhi'bānという言葉に由来する。この名前は元々ζ星とη星の名前であったものが誤ってこの星に用いられるようになったものとされる。2017年9月5日に国際天文学連合の恒星の命名に関するワーキンググループ (Working Group on Star Names, WGSN) は、Dziban をりゅう座ψ1星Aの固有名として正式に承認した。